# Schizotricha profunda
Schizotricha profunda is een hydroïdpoliep uit de familie Halopterididae. De poliep komt uit het geslacht Schizotricha. Schizotricha profunda werd in 1900 voor het eerst wetenschappelijk beschreven door Nutting. 